# Amerykański wilkołak w Londynie
Amerykański wilkołak w Londynie – amerykańsko-brytyjski horror komediowy z 1981 roku.
W 1997 roku powstał sequel filmu: Amerykański wilkołak w Paryżu.

## Główne role
- David Naughton - David Kessler
- Jenny Agutter - Pielęgniarka Alex Price
- Griffin Dunne - Jack Goodman
- John Woodvine - Dr J. S. Hirsch
- Lila Kaye - Barmaid
- Paddy Ryan - Wilkołak
- Anne-Marie Davies - Pielęgniarka Susan Gallagher
- Frank Oz - Pan Collins/Świnka Piggy
- Don McKillop - Inspektor Villiers
- Paul Kember - Sierżant McManus

i inni

## Nagrody i nominacje
Oscary za rok 1981
- Najlepsza charakteryzacja – Rick Baker